# Storfjärden (Hållnäs socken, Uppland, 671560-161997)
Storfjärden är en sjö i Tierps kommun i Uppland och ingår i Tämnarån-Forsmarksåns kustområde. Sjön är 2,2 meter djup, har en yta på 0,0695 kvadratkilometer och befinner sig 0,9 meter över havet.

## Delavrinningsområde
Storfjärden ingår i det delavrinningsområde (671559-162013) som SMHI kallar för Mynnar i havet. Medelhöjden är 9 meter över havet och ytan är 56,63 kvadratkilometer. Det finns inga avrinningsområden uppströms utan avrinningsområdet är högsta punkten. Avrinningsområdets utflöde Sladaån mynnar i havet. Avrinningsområdet består mestadels av skog (73 procent) och jordbruk (13 procent). Avrinningsområdet har 0,07 kvadratkilometer vattenytor vilket ger det en sjöprocent på 0,1 procent.